# Marcin Kubsik
```

```

Marcin Kubsik (ur. 30 września 1975 w Gdańsku) –  były polski piłkarz występujący w roli pomocnika. W karierze rozegrał 23 mecze w I lidze (dla Lechii/Olimpii Gdańsk i Zagłębia Lubin), strzelając 1 bramkę. Za granicą występował w Grecji, Niemczech i na Cyprze.